# Rheumaptera gothicata
Rheumaptera gothicata là một loài bướm đêm trong họ Geometridae.